# リトルワンズ
特定非営利活動法人リトルワンズは、東京都杉並区に事務所を置く、福祉系NPO法人（特定非営利活動法人）である。代表は小山訓久。子供の貧困に取り組んだ先駆けとなった団体で、主にひとり親の生活支援、子供の貧困の啓発事業を行っている。ひとり親に関する全般（生活、就労、居住、情報、交流支援）を実施し、多数の企業とビジネスマッチングを行いながら支援活動をする。2011年から空き家対策事業を行い、空き家をリノベーションし、母子家庭に生活支援と共に住居を提供するモデルを構築し、国土交通省モデル事業に採択された。また、教育格差を是正するため、経済的に困難な家庭に対し、奨学金を2016年に設立。「小さな一歩応援奨学金」と題してスポーツや習い事を行い小学生、中学生に給付をしている。2025年、代表小山訓久が余命宣告を受けたことにより、活動を中止、解散となった。

## 沿革
- 2008年 : 任意団体設立
- 2008年 : 任意団体マザーフェスタとして活動開始
- 2010年 : 特定非営利活動法人として活動開始[1]
- 2025年 : 特定非営利活動法人として活動終了[1]

## 事業内容
- 生活支援　公的支援情報の提供、生活必須品の提供、生活支援情報（キャリアアップ、ファイナンシャルスキル）を提供
- 自立支援　在宅就労支援、就業スキルサポート、カウンセリング、専門家のアドバイス提供、住宅支援
- 教育支援　キャリアアップ、転職、就職支援　子供向け教育情報、機会の提供、文化学習の機会の提供
- 交流支援　月に1度のネットワーク交流会、情報交換の場所をアレンジ、面会交流のアレンジ[1]

## 居住支援
空き家をリノベーションしたり、民間住宅を借り上げるなど、母子家庭に住居を提供するモデルを全国に先駆けて構築した。平成29年度スマートウェルネス住宅等推進モデル事業に採択された。平成３０年度東京都居住支援法人に指定を受けた。[1]平成３０年度東京都居住支援法人の指定を受けた。
2018年、母子家庭への優れた居住支援を評価され、ワールドハビタットアワードの最優秀賞を受賞し、国際連合人間居住計画でスピーチを行った。　

## 受賞歴
- 2018年
  - 12月 - world Habitat Awards Winner　最優秀賞（ワールドハビタットアワード）[9]
- 2019年
  - 11月 - 社会貢献支援財団　第53回社会貢献賞（社会貢献支援財団）[10]
  - 12月 - 第４回　賀川豊彦賞（賀川豊彦）[11]
- 2021年
  - 12月 - 認定NPO法人大阪NPOセンター　CSOアワード準グランプリ[12]
- 2023年
  - 12月 - we　are　together　prize　ロシア　[13]
- 2024年
  - 10月 - 公益社団法人 沖縄県母子寡婦福祉連合会　大会表彰[14]

## 主なメディア掲載
- 2016年 - 東京新聞、毎日新聞、週間ビル経営新聞、日本経済新聞[4]